# Vésenex-Crassy
Vésenex-Crassy est une ancienne commune française du département de l'Ain. Le 15 février 1965, la commune est absorbée par la commune de Divonne-les-Bains. Aujourd'hui, Vésenex est un hameau de Divonne-les-Bains.

## Histoire
La commune de Vésenex-Crassy créée en 1793 est le résultat de la fusion des villages de Vésenex et de Crassy lors de la Révolution française.
Le 15 février 1965, la commune est absorbée par la commune de Divonne-les-Bains.

## Politique et administration
| Période                                  | Période | Identité             | Étiquette | Qualité |
| ---------------------------------------- | ------- | -------------------- | --------- | ------- |
| 1947                                     | 1965    | Jean Anthonioz-Blanc |           |         |
| Les données manquantes sont à compléter. |         |                      |           |         |

## Population et société

### Démographie
| 1793 | 1800 | 1806 | 1821 | 1831 | 1836 | 1841 | 1846 | 1851 |
| ---- | ---- | ---- | ---- | ---- | ---- | ---- | ---- | ---- |
| 230  | 269  | 270  | 229  | 272  | 289  | 277  | 270  | 263  |

| 1856 | 1861 | 1866 | 1872 | 1876 | 1881 | 1886 | 1891 | 1896 |
| ---- | ---- | ---- | ---- | ---- | ---- | ---- | ---- | ---- |
| 252  | 250  | 259  | 272  | 257  | 269  | 271  | 255  | 241  |

| 1901 | 1906 | 1911 | 1921 | 1926 | 1931 | 1936 | 1946 | 1954 |
| ---- | ---- | ---- | ---- | ---- | ---- | ---- | ---- | ---- |
| 255  | 230  | 262  | 222  | 218  | 209  | 226  | 205  | 206  |

| 1962 | - | - | - | - | - | - | - | - |
| ---- | - | - | - | - | - | - | - | - |
| 200  | - | - | - | - | - | - | - | - |

## Culture locale et patrimoine

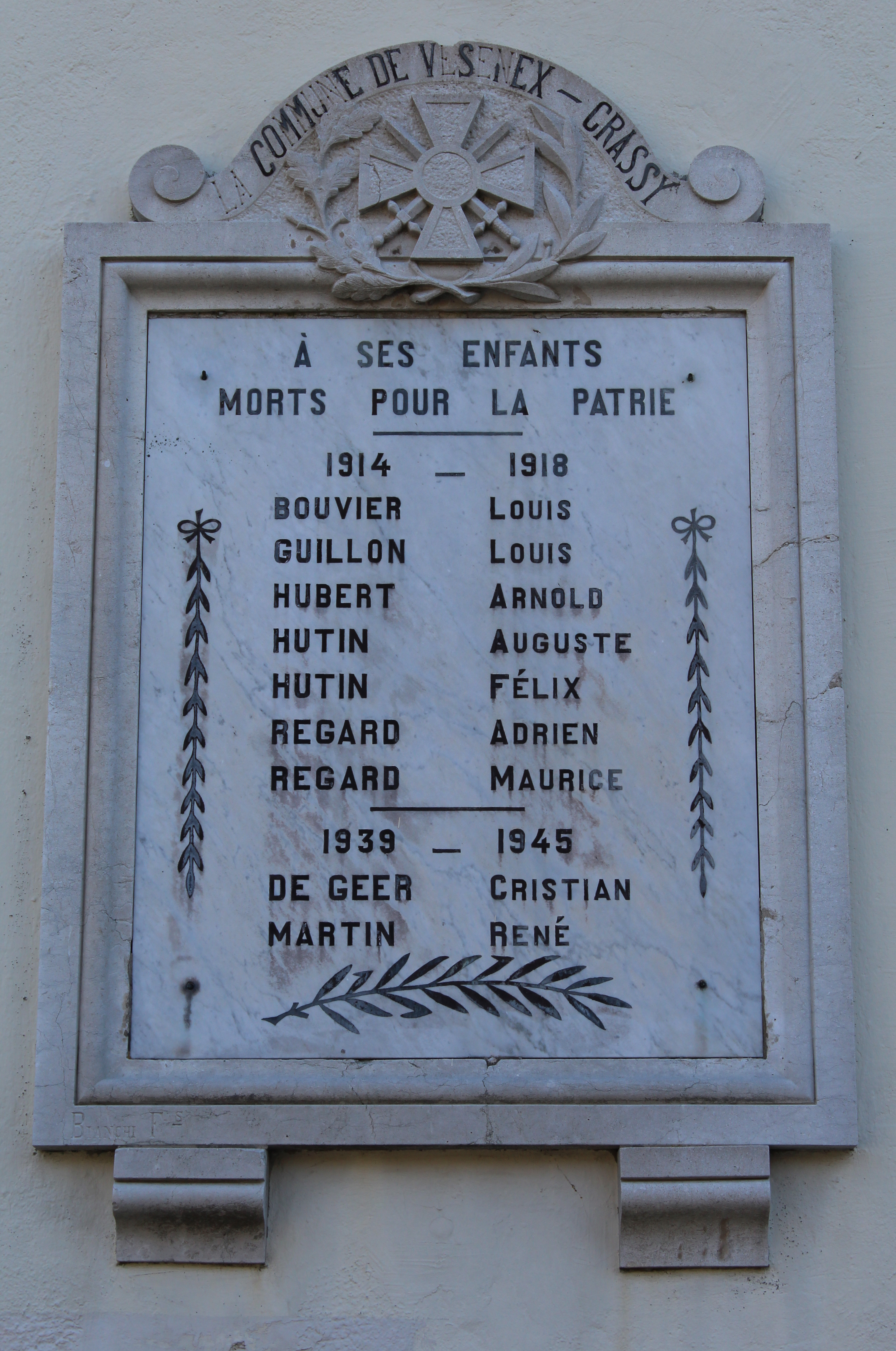
Plaque en l'honneur des morts de la commune sur la façade de l'ancienne mairie.

### Lieux et monuments

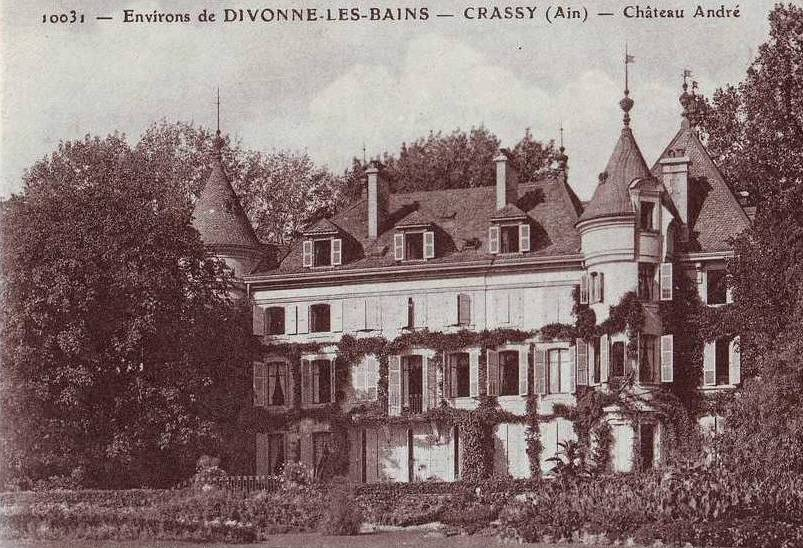
Chateau de Crassy

- Château de Crassy

### Personnalités liées à la commune
- Guy de Maupassant (1850-1893) a fait une cure à Divonne-les-Bains et résidait à Vésenex en 1891.
- Georges Bernanos a fait une cure à Divonne-les-Bains et aussi résidait à Vésenex en 1930.